# Mariusz Zadura
Mariusz Zadura (ur. 4 września 1962 w Lublinie) – autor tekstów piosenek i muzyki, bard.

## Życiorys
Jako student Akademii Medycznej w Lublinie w latach 1981–1988 uczestnik i laureat licznych festiwali piosenki turystycznej, studenckiej i literackiej. Zdobywca m.in. II nagrody Studenckiego Festiwalu Piosenki w Krakowie w 1987, I nagrody Ogólnopolskiego Przeglądu Piosenki Autorskiej OPPA w Warszawie w 1986 i Grand Prix Ogólnopolskiego Studenckiego Przeglądu Piosenki Turystycznej YAPA 1986 w Łodzi. W latach 1986–1988 współtworzył duet autorsko-wykonawczy z pianistą i kompozytorem, wówczas studentem prawa, Tomaszem Szczęsnym (ur. 1962, zginął w 1997 w katastrofie kolejowej w Reptowie), z którym występował z programem autorskim „Popiół czy diament?”.
Wyjątkowo rzadko występuje publicznie. Ostatni jego występ miał miejsce w 2010 na 24. Bakcynaliach w Lublinie.
Swoje piosenki grywa nadal chętnie w gronie znajomych i przyjaciół. Zawodowo: lekarz kardiolog interwencyjny, obecnie pracuje w Niemczech, mieszkając w Lublinie i Świnoujściu. W marcu 2014 roku ukazała się nakładem „Polskich Nagrań” wspomnieniowa płyta Mariusza Zadury i Tomasza Szczęsnego „Chory na wyobraźnię”, zawierająca piosenki nagrane w latach 1984 i 1987.

## Twórczość
- Apokalipsa w dwóch obrazach
- Chandra
- Chłopcy
- Chory na wyobraźnię
- Czy niepotrzebni (Dla was)
- Kraina
- Popiół czy diament?
- Jesień (Postarzały nam się góry)
- Pożegnanie
- Szkic do portretu
- Ulice mego miasta